# Hangszóró
Hangszórónak nevezzük azokat az elektronikai eszközöket, amelyek elektromos jelet hallható hanggá alakítanak. 

## Hangszórótípusok

### Dinamikus hangszóró
A legelterjedtebb típus, amelyben egy mágnes belsejében csillapítottan lengő tekercs egy (általában kúposan kialakított) laphoz van rögzítve. Ha a tekercsben ingadozó erősségű áram folyik, akkor az megmozgatja a lapot (kónuszt), ami az áram erősségének megfelelően kitér. A hallható frekvenciatartományban (20 Hz - 20 kHz) ezt hangként érzékeljük.

### Lengőnyelves hangszóró
A dinamikus hangszórótól abban tér el, hogy a tekercs áll, és egy kónuszhoz rögzített lágyvas „nyelvet” mozgat. (A 20. század közepe óta csak történelmi jelentősége van).

### Piezoelektromos hangszóró
A piezohangszóró a piezoelektromosság jelenségét használja fel: bizonyos kristályok alakja megváltozik, ha megfelelő részeit elektromos feszültség alá helyezzük. Mivel a kristályok merevek, ezért csak nagyfrekvenciás hangokat tudnak kellő hatékonysággal előállítani.

### Plazmahangszóró
A plazmahangszóró nem más, mint egy folyamatos plazmaforrás. Ahhoz, hogy hangszóróként tudjuk használni, változtatnunk kell a plazma térfogatát. Ez a változás a levegőben nyomáshullámot kelt, amelyet fülünk hangként érzékel. A plazmahangszóró lelke általában egy pár száz kHz, vagy néhány MHz frekvencián működő nagyfeszültségű generátor. A bemenő hangfrekvenciás jel modulálja a nagyfrekvenciás feszültség amplitúdóját (AM), vagy kitöltési tényezőjét (PWM), így hatással van a plazma térfogatára.

### Forgóhangszórók
A forgóhangszóró kétfajta technikai megoldásra is utalhat.
- Egy ventilátor lapátjainak szögét a hangjellel állítva akusztikus hangnyomást lehet előidézni. 20 Hz-nél alacsonyabb frekvenciáknál, nagy teljesítménynél használják, jellemzően kültéri eseményeknél.
- A Hammond-orgona hangjának modulálására Donald Leslie által kitalált technikai megoldás, amikor egy hagyományos hangszóró elé egy propellert helyeznek, ami egyrészt színezi a hangzást, másrészt a hang forrása nem lesz beazonosítható.

### Termoakusztikus hangszóró
2008-as bemutató alapján a Tsinghua Egyetem munkatársai egy szén nanocső réteggel állítottak elő hangot. A felületre vezetett áram azt felmelegíti, és a felülettel érintkező levegő  hőtágulása kelti a hangot. Maga a réteg átlátszó, nyújtható és rugalmas. Összeépíthető szilíciumlapka alapú eszközökkel.

### Átlátszó ionos vezető hangszóró
Egy 2013-as fejlesztés szerint az átlátszó ionos vezető hangszóró egy rugalmas réteg két oldalára felvitt elektromosan vezető zseléből áll. A vezetőkhöz vezetett hanggal modulált nagyfeszültég keltette rezgések jó hangminőséget állítanak elő.

## Hangfal, hangdoboz, hangsugárzó.

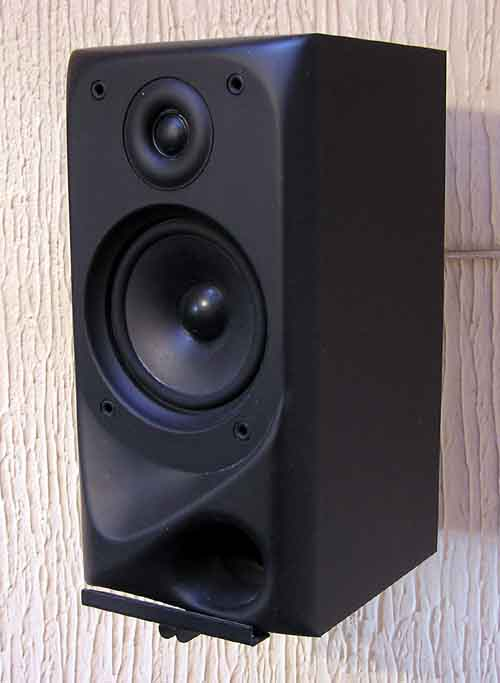
Falra szerelt kétutas, első bassreflex-csöves hangsugárzó.

A hangszórókat akusztikai megfontolásokból megfelelő méretű dobozokban, illetve ládákban rögzítik. A doboznak több szempontból is előnyei vannak. Nemcsak mechanikailag rögzítik a hangszórót, de az akusztikus rövidzárat is kiküszöbölik, valamint egyenletessé teszik a frekvenciamenetet. A hangfal (open baffle) elnevezés a nagy teljesítményű külső hangsugárzók kezdeti idejéből maradt fenn, amikor is nem használtak hangdobozt, a mély hangok akusztikai rövidzárának kiküszöbölésére. A hangfal egy sík geometriájú lapra szerelt egy, vagy több hangszórót tartalmazó hangsugárzófajta.  A hangszórók a teljes hallható tartománynak csak egy-egy részét tudják lesugározni. A hangsugárzókat jellemezhetjük a rákapcsolható tartós és időszakos teljesítménnyel, a frekvenciamenettel, az erősítő felé mutatott terhelő impedanciával, a torzítással, az érzékenységgel és a hatásfokkal (1 W elektromos teljesítmény által létrehozott hangnyomás). A többutas hangsugárzók több, eltérő tulajdonságú hangszórót tartalmaznak, melyek más-más, számukra ideális frekvenciatartományban sugározzák a hangokat. Ezekben a bemenő jelet hangváltóval (más néven keresztváltóval) osztják szét mélyebb és magasabb hangtartományokba. Erre azért van szükség, mert a hangszórók a saját rezonanciafrekvenciájuk alatt nem tudnak sugározni. Ez dinamikus hangszóróknál a pille és a lágy felfüggesztés rugalmasságából adódik, ugyanis ez a két anyag bármennyire is rugalmas, valamilyen mértékben megnöveli a rezonanciafrekvenciát.

## Hangrendszerek
Több hangszóró megfelelő vezérlésével és megfelelő elhelyezésével térbeli hangzást lehet elérni. Ehhez a következő megoldásokat fejlesztették ki:

### Monó
Egy csatornás rendszer. Nem ad térélményt, hordozható rendszerekben (zseb-, táskarádiók), vagy háttérzene hallgatáshoz megfelelő.

### Álsztereó
Két hangszórós rendszer, azonban mindkét hangszórón ugyanaz a csatorna szól. A látszólagos térhatást egyes esetekben a két hangszóróra jutó hangok szétválasztásával (például: frekvencia szerint) érik el, de legtöbbször ez elmarad.

### Sztereó
Kétcsatornás, két hangszórós rendszer. Olyan érzetet kelt (megfelelő beállítások esetén), mintha a színpad előtt hallgatnánk a zenét. Ez azonban csak egy pontban (vagy fejhallgatóval) élvezhető.

### 2+1 csatorna
A 2+1 csatornás, azaz sztereó, bal-jobb hangszórós rendszereket egy mélysugárzóval egészítették ki, hogy ne kelljen egy dobozba építeni a bal-jobb dobozzal, ezzel csökkentve az akusztikai interferenciákat.

### Kvadrofon
Négy hangszórós rendszer (quadrophonic): első-hátsó sztereó. Nem terjedt el, mivel megjelenésekor költséges volt előállítani négy csatornát kezelő hanghordozót. Audiokazettán rendelkezésre áll 4 sáv,vinyl-lemezen azonban bonyolult módszereket dolgoztak ki – több, egymással inkompatibilis szabvány született, amik nem tudtak elterjedni. Rontotta az esélyeket, hogy a többszöri lejátszás során a ráadás két csatorna adatai hamar lekoptak, így sztereóként szólalt meg a lemez. Voltak kvadrofón rádióadások is Magyarországon: A 4 sávot egyszerre közvetítette a Petőfi Rádió és a 3. műsor 2-2 felosztásban.

#### 4+1 csatorna
Dolby Stereo: A Dolby Laboratories cég a mozik számára négy csatornát vitt fel a sztereó sávra: jobb, bal, közép, surround (környezet). LFE (Low Frequency Effects), vagyis mély csatorna is előállítható a mély hangok kiszűrésével.

#### 5+1 csatorna
Hat hangszórós rendszer: első sztereó, hátsó sztereó, valamint center (elöl középen) és mélysugárzó hangfalak veszik körbe a hallgatóságot. A center szerepe leginkább a filmek prózai részén van, tehát a filmben lévő beszédhangok sugárzása a center sugárzó szerepe, eltekintve a speciális effektektől.

#### AC-3
Adatsebesség: 32–640 kb/s. Mintavételi frekvencia: 48 kHz.

#### DTS
Mozikban használt hangtechnika,  5+1 vagy 7+1 hangforrás elrendezésben. 384 kb/s adatátviteli sebességgel, 24 bites felbontással, 192 kHz mintavételi frekvenciával állít elő 8 csatornás CD minőségű hangot.

### 6+1 csatorna
Dolby Digital EX: Hét hangszórós rendszer, első sztereó, hátsó sztereó, valamint 2 center, egy elöl középen, egy pedig hátul középen és mélysugárzó hangfal.

### 7+1 csatorna
Ugyanaz, mint az 5+1-es hangrendszer, de kiegészítve még egy pár sztereó hangfallal. Így a 7.1-es rendszer áll első sztereó, középső sztereó, hátsó sztereó, első center és mélysugárzó (subwoofer) hangszórókból.
A számítógépek mai modern alaplapjaira sokszor már integrálva van egy 7.1-es hangkártya.

## Külső hivatkozások
- https://web.archive.org/web/20090226060936/http://hangszoro.lap.hu/
- https://web.archive.org/web/20140116133542/http://melylada.lap.hu/
- https://web.archive.org/web/20090308144447/http://hyperphysics.phy-astr.gsu.edu/hbase/audio/spk.html
- http://www.britannica.com/EBchecked/topic/348631/loudspeaker
- https://web.archive.org/web/20090228112751/http://www.troelsgravesen.dk/Diy_Loudspeaker_Projects.htm
- https://web.archive.org/web/20090227052046/http://mcsquared.com/captrock.htm
- http://inventors.about.com/library/inventors/blloudspeaker.htm%5B%5D
- https://web.archive.org/web/20100131042323/http://history.sandiego.edu/gen/recording/loudspeaker.html
- https://web.archive.org/web/20090329104055/http://www.acoustics.salford.ac.uk/acoustics_info/loudspeakers/
- http://www.plasmatweeter.de/
- https://web.archive.org/web/20090314121252/http://www.rocketroberts.com/techart/spkr.htm
- https://web.archive.org/web/20161108195506/http://magasztos.hu/tananyag/hangtech/hang.html